# ラファエル・カリノフスキー
ラファエル・カリノフスキー（Rafał Kalinowski、本名：ユーゼフ、1835年 - 1907年）は、ポーランドのカトリック教会カルメル会の修道司祭、聖人。

## 生涯
カリノフスキーはバルト地方のヴィルナに生まれ、大学に在籍していたが1863年、軍隊に入りロシアに対して起こした暴動に参戦した。しかし1864年、ロシア軍に捕らえられ仲間とともにシベリアに送られた。苛酷な環境の中、カリノフスキーは捕虜となった仲間を助け、10年間過ごした。
1874年に解放され、ヴィルナの学校で教師として働き、パリでの家庭教師を経て、リンツのカルメル会修道院に入り、「聖ヨゼフのラファエル」として誓願を立てた。司祭に叙階されツァルナの修道院長に選出され、説教者、霊的指導者として活躍した。1907年、ヴィドーチェで帰天（死去）。その後、教会によって聖性を認められ、1990年、ローマ教皇ヨハネ・パウロ2世によって列聖された。